# Mormodes hookeri
Mormodes hookeri är en orkidéart som beskrevs av Lem.. Mormodes hookeri ingår i släktet Mormodes och familjen orkidéer. Inga underarter finns listade i Catalogue of Life.